# Мимпо, Серж
Серж Мимпо-Цинцеме (род. 6 февраля 1974 года в Ндоме) — камерунский футболист, игрок сборной Камеруна. В составе сборной завоевал золотую медаль на летних Олимпийских играх 2000 года в Сиднее.

## Карьера
Мимпо начинал карьеру в «Канон Яунде». В 1993 году в составе молодёжной сборной Камеруна принял участие в чемпионате мира, его команда не вышла из группы, заняв третье место. В 1996 году он переехал в Грецию, в клуб «Панахаики», где выступал по 1998 год. Он был вызван на летние Олимпийские игры 2000 года в Сиднее, где выиграл золотую медаль. В финале после ничьи 2:2 Камерун обыграл Испанию по итогам серии пенальти 3:5. После возвращения в Камерун на один сезон он снова вернулся в Грецию, в «Этникос Астерас», где провёл только три матча.
Затем он переехал во Францию, где с 2003 по 2009 год играл за «Париж» в лигах Насьональ и Насьрналь 2. Потом выступал за «Ред Стар» и «Обервилль». Его последним клубом стал «Клиши».